# Самописец Хелля

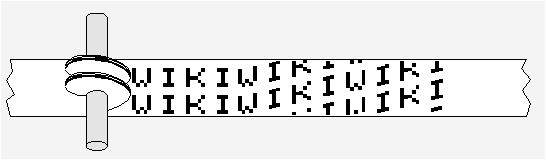
Пример, показывающий, что рассинхронизация заставляет текст «плавать», но не влияет на его читаемость

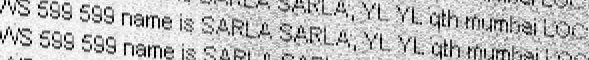
Небольшая рассинхронизация компенсируется распечаткой каждой строки дважды

Самописец Хелля (нем. Hellschreiber, Feldhellschreiber, Typenbildfeldfernschreiber) — факсимильный телетайп, изобретённый Рудольфом Хеллем, в честь которого назван. По сравнению с современными телетайпами, основанными на механизмах пишущих машинок, механически сложными и дорогими, аппарат Хелля был намного проще, с гораздо меньшим количеством движущихся деталей, а потому и надёжнее. Кроме того, он способен обеспечивать разборчивую передачу даже по радио- или кабельным каналам очень низкого качества, где голос или данные будут неразборчивы.
Устройство было впервые показано в конце 1920-х годов и начало использоваться с 1930-х годов, в основном прессой. Во время Второй мировой войны он использовался Вермахтом в сочетании с системой шифрования Энигма. В послевоенную эпоху он стал всё более активно использоваться новостными службами и использовался в этой роли вплоть до 1980-х годов.

## Принцип работы

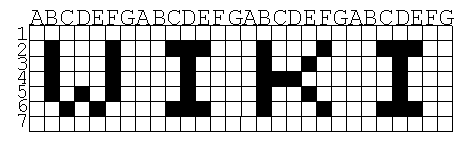
Изображение разбивается на матрицу 7 × 7 пикселей

Самописец Хелля отправляет строку текста в виде серий вертикальных столбцов. Каждый столбец разбивается по вертикали на ряд пикселей, обычно для представления символов используется сетка 7 на 7 пикселей. Данные по линии передаются приёмнику в виде серии сигналов включено-выключено в разных форматах в зависимости от способа передачи, но обычно со скоростью 112,5 бод.

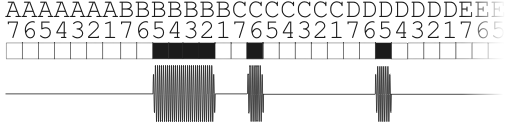
Чёрные точки преобразуются в тоновый сигнал

На приёмном конце бумажная лента подаётся роликом с постоянной скоростью. Над роликом расположен вращающийся цилиндр с небольшими выступами в виде спирали на поверхности. Полученный сигнал усиливается и отправляется на магнитный привод, который прижимает цилиндр к ролику, выбивая точку на поверхности бумаги. Самописец печатает каждый полученный столбец дважды, один под другим. Это сделано для компенсации погрешностей синхронизации, которые часто присутствуют при передаче и приводят к наклону текста. Полученный текст выглядит как два одинаковых текста, выходящих один под другим, или строка текста, выходящая посередине, с обрезанными строками сверху и снизу. В любом случае всегда можно прочитать хотя бы одну целую букву.

## Использование радиолюбителями
Сегодня «Хелльшрайбер» используется радиолюбителями для передачи факсов с помощью компьютеров и звуковых карт; такой режим именуется Hellschreiber, Feld-Hell или просто Hell.
«Хеллеписец» также породил ряд вариантов, многие из которых возникли благодаря усилиям радиолюбителей в 1990-х годах. Например:
- PSK Hell кодирует яркость пикселя не в амплитуде, а в фазе несущей. А именно, в изменении фазы (дифференциальная фазовая манипуляция): неизменная фаза в начале пикселя означает белый цвет, а перевёрнутая фаза означает чёрный цвет. Работает со скоростью 105 или 245 бод.
- FM Hell (или FSK Hell) использует частотную модуляцию с тщательным контролем фазы, по сути, с минимальной манипуляцией. Самый распространенный вариант — FSK Hell-105.
- Duplo Hell — двухтональный режим, который отправляет две колонки одновременно на разных частотах (980 Гц и 1225/1470 Гц).
- C/MT Hell или параллельный многотональный Hell отправляет все строки одновременно, используя тоны на разных частотах. Передачу можно прочитать с помощью дисплея БПФ или графика «Водопад»[англ.]. Это позволяет использовать более высокую скорость.
- S/MT Hell или последовательный многотональный Hell похож на C/MT, но отправляет только один тональный сигнал (для одной строки) за раз. В результате полученные символы имеют небольшой наклон, выглядят как наклонный шрифт.

### Слоуфелд
Slowfeld — это экспериментальная программа узкополосной связи, использующая принцип телетайпа Хелля, требующая, чтобы передатчик и приёмник использовали одинаковую скорость сканирования столбцов. Данные передаются с очень низкой скоростью и принимаются с помощью процедуры быстрого преобразования Фурье, что обеспечивает полосу пропускания в несколько Гц. Скорость передачи составляет около 3, 1,5 и 0,75 символов в секунду. Слоуфельд, наряду с аналогичными режимами, такими как очень медленный код Морзе QRSS, может использоваться, когда прочие виды связи не работают.